# Fernando Álvez
Fernando Harry Álvez Mosquera (Montevidéu, 4 de setembro de 1959) é um ex -futebolista uruguaio que atuava como goleiro, no Brasil ficou conhecido por atuar no Botafogo.

## Carreira
Álvez começou a carreira no Defensor Sporting, de Montevidéu, ficou dois anos no clube. em 1978 se transferiu para o Peñarol onde ganhou o reconhecimento no país e começou a ser chamado para defender a seleção uruguaia.
e permaneceu no clube até 1984.
  Em 1984 se transferiu para o Libertad, seu primeiro clube estrangeiro, mas não deixou muitas lembranças no clube, por ficar tão pouco tempo. Retornou ao Peñarol em 1985, e ficou ate 1986. em 1987 continuou sua viagem pela américa do sul passando por Independiente de Santa fe e Botafogo. em 1988 novamente retornou ao Peñarol e ficou quatro anos no clube em 1991 retornou a Colômbia para jogar no Independiente Medellin.
  Em 1992 teve sua primeira passagem pela Argentina, com a camisa do Textil Mandiyú, passou também por River Plate e San Lorenzo. Em 1997 voltou a vestir a camisa do Peñarol, dessa vez para encerrar sua carreira.

## Seleção Uruguaia
Jogou pela seleção uruguaia entre 1980 e 1997, foi campeão da Copa América de 1995 na qual assegurou o título defendendo o último pênalti da decisão cobrado por Túlio Maravilha. Disputou duas Copas do Mundo: (1986 e 1990).

## Títulos
Seleção do Uruguai
- Mundialito: 1981
- Copa América: 1995

 Peñarol
- Mundial Interclubes: 1982
- Copa Libertadores da América: 1982
- Campeonato Uruguaio: 1978, 1979, 1981, 1982, 1997

## Campanhas de destaque
Seleção do Uruguai
- Copa América: 2º lugar - 1989